# Constituição da República Popular da Ucrânia
A Constituição da República Nacional da Ucrânia (em ucraniano: Конституція Української Народної Республіки) é um documento constitucional aprovado pela Tsentralna Rada em 29 de abril de 1918, mas que nunca foi promulgado. Destarte, o documento nunca adquiriu poder legal. Entrementes, permanece como um documento importante do período da República Popular da Ucrânia de 1917-1918.
O princípio mais importante da Constituição era a divisão dos poderes. O que não é uma surpresa, devido ao fato da mesma ter sido modelada segundo constituições democráticas da Europa e dos Estados Unidos.
A Constituição era composta de 83 artigos, os quais eram divididos em 8 seções.

## Referência
1. ↑  Sliusarenko, A. H.; M. V. Tomenko (1993). Istoriia Ukrainskoi Konstytytsii. Ukraine: Znannia. 70 páginas. ISBN 5-7770-0600-0
2. ↑  Predefinição:Cite Ukrainian law